# Tanja Geuder
Tanja Geuder,dansatoare,cantareata de fundal de origine Germana,orasul natal Neustadt an der Aish,nascuta pe 13 Februarie 1962,a studiat 4 ani la scoala de balet Roleff King Profesional Dance Education din Munchen,Germania. A invatat 7 ani la Camerloher Gymnasium din Munchen Germania.
Tanja are o Sora pe numele Anette Pfister,Tatal Leo Geuder si Fiul ei Ceanu Geuder nascut in anul 1996 in Munchen Germania,locuind acum in orasul Mentone,Victoria,Australia.
Ceanu Geuder a invatat la St.Bede's College Mentone,a urmat St.Bede's High School,a studiat si terminat Monash University,lucrand acum ca Inginer Electrician.
Sora sa Anette Geuder,nascuta in Munchen,Germania,locuieste in Melbourne,Victoria,Australia din anul 1989 unde a emigrat prima din familia Geuder.
Tanja Geuder a fost dansatoare si solista de fundal al Cantaretului Haddway.
A facut parte din grupul German Culture Beat,fiind dansatoare si coregrafa a grupului in anul1993,dar dupa un incident cu liderul acestui grup,Jay Supreme,Tanja paraseste grupul.
Impreuna cu prietena sa de scoala Nancy Bauman și Raperul George Walden infinteaza Grupul 3-0-Matic.
Grupul se afla sub licenta Dance Sindicate al WEA comp.N-Dee&Franc Lio,au produs 3 Hituri ,,Succes",,Hand in Hand",si ,,All I Want Is You",acesta urcand in topurile Germane pe locul 24, urmate de videoclipuri cu aceleasi nume.
Grupul in Aceasta componenta a evoluat pe scena Zurich Arena rin anul 1995,unde a evoluat si grupul,,President".
Aici,Rene Bauman alias DJ,Bobo,le racoleaza pe cele doua artiste si cantarete,Tanja Geuder si Nancy Bauman care se va casatorii cu acesta si vor face impreuna 2 copii.
Rene Bauman(DJ.Bobo),il indeparteaza pe raperul George Waldan,incadrandule pe cele doua cantarete si dansatoare in grupul lui din 1995,cu care vor intreprinde mai multe turnee,cum a fost "World in Motion"in 1997.
In 1996 Tanja Geuder il naste pe Ceanu.in primavara anului 1997,Tanja Geuder are un accident groaznic,la o proba de sunet,Tanja Geuder cade in gol de pe scena care fusese modificata la recomandarea lui Rene(bobo),fara ca aceasta sa fie anuntata.
Urmare a cazaturii Tanja Geuder isi fractureaza umarul si mana stanga fiind internata in spital timp de doua luni,urmare a faptului ca Rene nu a asigurat artisti la posibilitatea unor accidente cum se face acum,Tanja nu a putut sa fie despagubita sub nici un fel,Rene si Nancy nu au dat dovada de compasiune si nu au vrut sa o despagubeasca pe Tanja,aceasta parasind grupul lui Rene Bauman(bobo).
Datorita faptului ca nu mai putea sasi intretina familia,Tanja Geuder a hotarat sa Emigreze in anul 2003 in Australia impreuna cu familia.Stabilinduse in orasul Melbourne, unde se afla si sora ei Anette din 1989.
Youtube.com/@Tanjageuder2025
Facebook.com/tanja.geuder.13